# Jarcová
Jarcová (in tedesco Jarzowa) è un comune della Repubblica Ceca facente parte del distretto di Vsetín, nella regione di Zlín.